# Zaeeroides luzonica
Zaeeroides luzonica là một loài bọ cánh cứng trong họ Cerambycidae.